# 端間駅

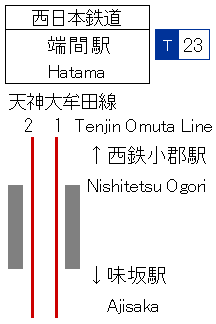
配線図

端間駅（はたまえき）は、福岡県小郡市福童にある西日本鉄道（西鉄）天神大牟田線の駅。駅番号はT23。

## 歴史
- 1924年（大正13年）4月12日：開業。
- 1969年（昭和44年）：駅舎改築。
- 1999年（平成11年）：駅舎改築、自動改札機設置。
- 2017年（平成29年）2月1日：駅ナンバリングを導入[2]。

## 駅構造
相対式ホーム2面2線を持つ地上駅。ホームは緩やかにカーブしている。
ホーム有効長は8両分ある。
| ホーム | 路線          | 方向 | 行先                     | 備考 |
| ------ | ------------- | ---- | ------------------------ | ---- |
| 1      | ■天神大牟田線 | 下り | 久留米・柳川・大牟田方面 |      |
| 2      | ■天神大牟田線 | 上り | 二日市・福岡（天神）方面 |      |

## 利用状況
2022年度の1日平均乗降人員は1,440人である。各年度の1日平均乗降人員は下表のとおり。
| 年度   | 1日平均 乗降人員 |
| ------ | ---------------- |
| 2000年 | 2,391            |
| 2001年 | 2,223            |
| 2002年 | 2,115            |
| 2003年 | 2,089            |
| 2004年 | 2,056            |
| 2005年 | 1,989            |
| 2006年 | 1,948            |
| 2007年 | 1,876            |
| 2008年 | 1,807            |
| 2009年 | 1,798            |
| 2010年 | 1,760            |
| 2011年 | 1,728            |
| 2012年 | 1,738            |
| 2013年 | 1,731            |
| 2014年 | 1,729            |
| 2015年 | 1,690            |
| 2016年 | 1,677            |
| 2017年 | 1,725            |
| 2018年 | 1,738            |
| 2019年 | 1,735            |
| 2020年 | 1,260            |
| 2021年 | 1,327            |
| 2022年 | 1,440            |

## 駅周辺
西方3kmほどのところに鳥栖駅がある。
- 小郡市総合保健福祉センター「あすてらす」（天然温泉の「満天の湯」の他、トレーニングルームなどがある）
- 小郡スイミングスクール端間校

## バス路線
小郡市コミュニティバス端間駅前バス停がすぐそばにある。
かつては本郷駅 - 肥前麓駅を結ぶ西鉄バスの路線が端間駅前を通っていた。

## 隣の駅
西日本鉄道
■天神大牟田線
■特急・■急行
通過
■普通
西鉄小郡駅（T22） - 端間駅（T23） - 味坂駅（T24）
※味坂駅までは駅間キロが3.0キロメートル離れており、西鉄全線で最も駅間距離が長い。